# Westchester, Illinois
Westchester är en ort (village) i Cook County, i delstaten Illinois, USA. Enligt United States Census Bureau har orten en folkmängd på 16 790 invånare (2011) och en landarea på 9,5 km².